# カマイオーレ
カマイオーレ（伊: Camaiore）は、イタリア共和国トスカーナ州ルッカ県にある、人口約32,000人の基礎自治体（コムーネ）。

## 地理

### 位置・広がり
ルッカ県西部に位置し、市域はティレニア海に面する。

#### 隣接コムーネ
隣接するコムーネは以下の通り。
- ルッカ
- マッサローザ
- ペスカーリア
- ピエトラサンタ
- スタッツェーマ
- ヴィアレッジョ

### 気候分類・地震分類
カマイオーレにおけるイタリアの気候分類 (it) および度日は、zona D, 1485 GGである。
また、イタリアの地震リスク階級 (it) では、zona 3 (sismicità bassa) に分類される。

## 行政

### 分離集落
カマイオーレには以下の分離集落（フラツィオーネ）がある。
- Capezzano Piànore, Casoli, Fibbialla, Fibbiano Montanino, Gombitelli, Greppolungo, La Culla, Lido di Camaiore, Lombrici, Marignana, Metato, Migliano, Montebello, Monteggiori, Montemagno, Nocchi, Orbicciano, Pedona, Pieve di Camaiore, Pontemazzori, Santa Lucia, Santa Maria Albiano, Torcigliano, Vado, Valpromaro

## 姉妹都市
- ロヴィニ、クロアチア 1990年
- ユーバーヘルン（英語版）、ドイツ 2000年
- L'Hôpital、フランス 2000年
- カステル・ディ・カージオ、イタリア 2008年
- カルパントラ、フランス 2009年
- コーディ、アメリカ合衆国 2017年